# Alexandre Jankewitz
Alexandre Jankewitz, né le 25 décembre 2001 à Vevey en Suisse, est un footballeur suisse, qui joue au poste de milieu central au FC Winterthour.

## Biographie

### En club
Né à Vevey en Suisse, Alexandre Jankewitz est formé par le Servette FC avant de rejoindre le Southampton FC en août 2018, pour y poursuivre sa formation. Il était également courtisé par Manchester United, Tottenham Hotspur et la Juventus mais décide de rejoindre les Saints.
Il joue son premier match professionnel avec Southampton, le 19 janvier 2021, à l'occasion d'une rencontre de coupe d'Angleterre face à Shrewsbury Town. Il entre en jeu et son équipe l'emporte par deux buts à zéro,. Le 2 février 2021, Jankewitz connait sa première titularisation avec l'équipe première de Southampton, lors d'un match de Premier League face à Manchester United. Il est toutefois expulsé après deux minutes de jeu en raison d'un tacle dangereux sur Scott McTominay. Southampton s'incline par neuf buts à zéro ce jour-là,. Il s'agit de sa dernière apparition avec Southampton, il n'est plus réutilisé en équipe première ensuite.
Le 12 juillet 2021, Alexandre Jankewitz fait son retour dans son pays natal en s'engageant en faveur du BSC Young Boys. Il signe un contrat courant jusqu'en juin 2025.
Il joue son premier match de Super League contre le FC Zurich, le 11 septembre 2021. Il entre en jeu à la place de Christopher Martins Pereira et son équipe s'impose par quatre buts à zéro.
Le 31 août 2022, Alexandre Jankewitz est prêté pour une saison au FC Thoune.
Le 19 mars 2023, il inscrit son premier but pour le FC Thoune, lors d'une rencontre de championnat face au FC Lausanne-Sport. Titulaire, il participe à la victoire de son équipe par trois buts à un.
Lors de l'été 2023, Jankewitz est prêté au FC Winterthour pour une saison. Le transfert est annoncé le 8 juin 2023.

### En sélection
Alexandre Jankewitz représente l'équipe de Suisse des moins de 17 ans. Avec cette sélection il participe au championnat d'Europe des moins de 17 ans en 2018. Lors de ce tournoi organisé en Angleterre il participe à deux matchs, les deux en tant que titulaire. Son équipe est toutefois éliminée dès la phase de groupe malgré un bilan de deux victoires et une défaite.
Avec les moins de 19 ans il joue six matchs, tous en 2019 et dont un en tant que capitaine.
Alexandre Jankewitz joue son premier match avec l'équipe de Suisse espoirs le 4 septembre 2020 face à la Slovaquie. Il entre en jeu lors de cette rencontre remportée par les siens par quatre buts à un.